# Obras basadas en Alicia en el país de las maravillas
Los libros de Lewis Carroll Las aventuras de Alicia en el país de las maravillas y A través del espejo y lo que Alicia encontró allí han sido muy populares en su forma original y han servido como base para muchas obras subsiguientes desde su publicación. Han sido directamente adaptados a otros soportes, se han introducido sus personajes y situaciones en otras obras, y todos estos elementos se han mencionado innumerables veces como elementos familiares en una cultura compartida.
Las meras referencias a los libros son demasiado abundantes para enumerarlas. Este artículo versa sobre referencias culturales basadas específica y sustancialmente en los dos libros de Carroll o inspiradas por el personaje de Alicia.

## Influencia e imitaciones
Las fantasías de Carroll inspiraron múltiples imitaciones, respuestas y parodias durante el resto del siglo XIX y la primera parte del siglo XX. Fueron tantas que el propio Carroll comenzó a coleccionarlas. En 1887, un crítico insinuó que Carroll había plagiado la novela From Nowhere to the North Pole (1875), de Tom Hood, para escribir Alicia, pero la relación era a la inversa: la novela de Hood era una de las muchas imitaciones de Alicia. La primera ola de obras inspiradas en Alicia se debilitó a partir de 1920, aunque la influencia de Carroll en otros escritores nunca se ha desvanecido del todo; puede verse en libros recientes como Alice in Thunderland (1993) de Maeve Kelly, y Dreamhouse (1995) de Alison Haben.

## Medicina
El síndrome de Alicia en el País de las Maravillas o micropsia, derivado de varias partes del libro, es una condición neurológica en la que el sujeto percibe los objetos mucho más pequeños de lo que son en realidad.

## Literatura
- Alice in Puzzle-Land: A Carrollian Tale for Children Under Eighty de Raymond Smullyan, es un libro de acertijos que cuenta con los personajes de Carroll como protagonistas.
- La saga de ciencia ficción Otherland, de Tad Williams, está muy influida por Alicia. Hay partes en las que se habla de una Reina Roja, conceptos de partidas de ajedrez de A través del espejo, y malvados que persiguen a los protagonistas bajo las formas de Tweedledum y Tweedledee.
- Vladimir Nabokov tradujo Alicia a su lengua nativa, el ruso, con el título de Аня в Стране Чудес (Anya en el País de las Maravillas). Con todo, Nabokov le aseguró a su discípulo Alfred Appel que su famosa Lolita, con un protagonista pedófilo, no hacía ninguna alusión consciente a Carroll.
- La Guerra de los Espejos de Frank Beddor es una saga de novelas fantásticas donde su protagonista, Alice Liddell, resulta ser la princesa del País de las Maravillas, quien fue desterrada de ahí por su tía Roja, y es adoptada por la familia Liddel. Según su argumento, narra los verdaderos acontecimientos del País de las Maravillas, el cual resulta más futurista y retorcido. Actualmente, existen cuatro libros, una historieta y una guía ilustrada.

## Arte

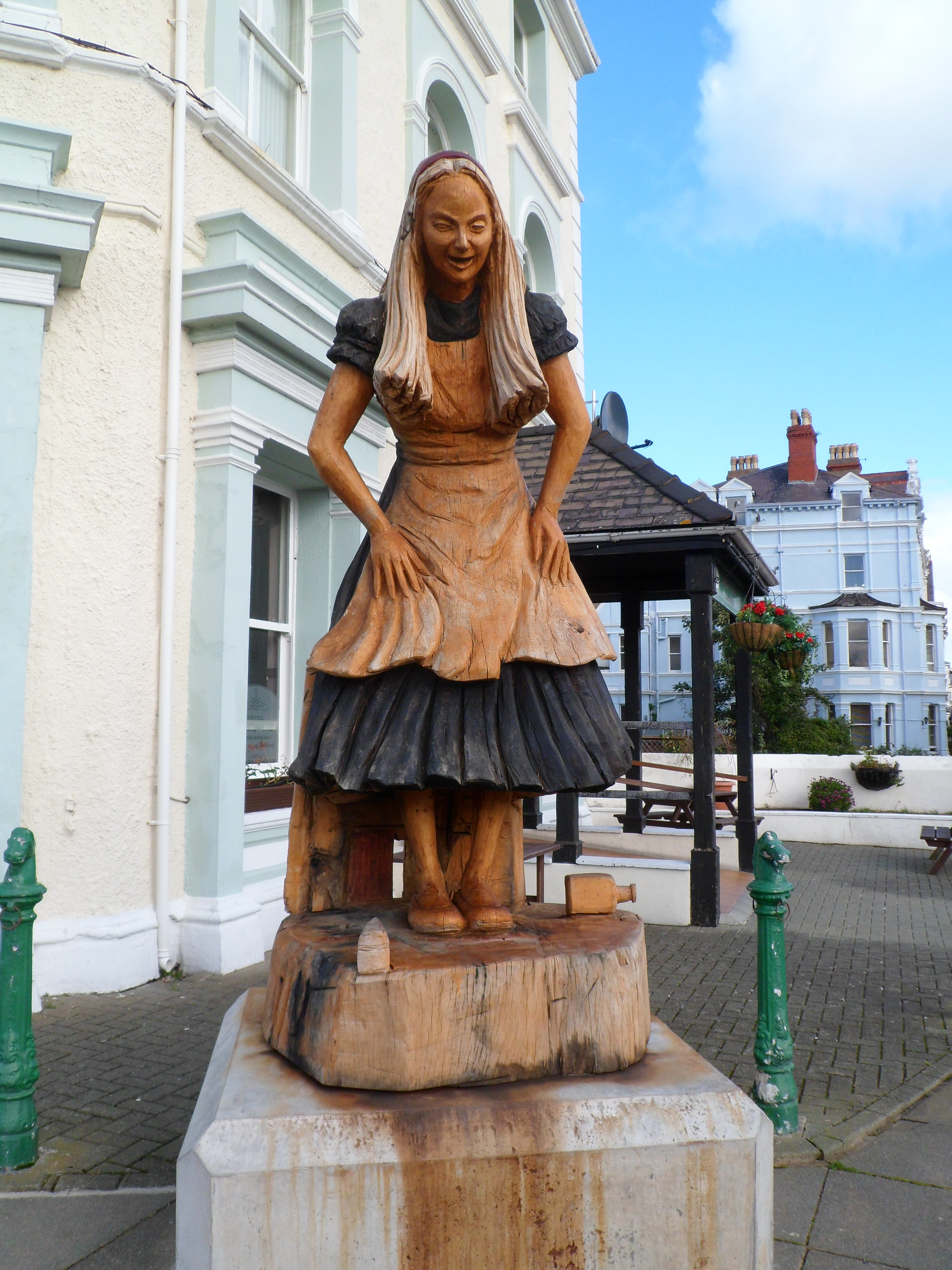
Llandudno, Gales

- En 1956, Charles Blackman escuchó un audiolibro de Alicia en el País de las Maravillas y pintó una serie de 46 pinturas de Alicia junto a otros personajes.
- En 1969, Salvador Dalí publicó doce ilustraciones basadas en Alicia en el País de las Maravillas.

## Cómic y manga
- Alicia es uno de los tres personajes principales de Lost Girls, un cómic de Alan Moore y Melinda Gebbie. Este la presenta como una adulta que vive y narra aventuras eróticas junto a Dorothy de El mago de Oz y Wendy de Peter Pan.
- Hatter M. de Ben Templesmith es un cómic-book basado en el personaje Hatter Madigan de The Looking-Glass Wars, por Frank Beddor.
- El manga Alice 19th de Yū Watase habla de la hermana mayor de Alicia, que es transportada a un oscuro País de las Maravillas.
- Alice in Sexland, de Mashumaro Jyuubaori, es un manga hentai que recrea algunos de los acontecimientos de Las aventuras de Alicia en el País de las Maravillas desde una perspectiva pornográfica.
- Pandora Hearts es un manga y anime creados por Jun Mochizuki. La historia tiene fuertes influencias de Alicia en el país de las Maravillas y A través del espejo.
- Heart no Kuni no Alice Trata de una chica de 16 años, llamada Alicia que es llevada al país de las maravillas por Petter el conejo blanco y obligada a jugar un juego para regresas a su hogar.
- Are You Alice? es un manga y juego para PSP que trata de un chico que se ve obligado a competir en el "juego del conejo blanco" para ganar el título de "Alice".
- Deadman Wonderland es un manga (escrito por Jinsei Kataoka e ilustrada por Kazuma Kondou) nos narra la historia de Ganta Igarashi, un chico de 14 años que ha sido condenado por un crimen que no cometió en la prisión de Deadman Wonderland.
- Rozen Maiden es una serie de manga creado por el grupo PEACH-PIT, y cuya adaptación al anime fue dirigida por Mamoru Matsuo. Esta serie tiene muchas referencias a Alicia en el país de las Maravillas y A través del espejo como el personaje Laplace no Ma quien esta inspirsdo en el conejo blanco y el sombrerero loco. la forma en la que las muñecas viajan a través de los espejos para llegar a su destino, y el hecho de convertirse en Alice(Niña o Muñeca perfecta).

## Animación
- Una animación de Betty Boop de 1939, [Betty in Blunderland], es un homenaje en el que Betty Boop hace el papel de Alicia.
- Alice SOS, en el que cuatro niños viajan a la aventura por distintos mundos con el fin de rescatar a Alicia, que ha sido raptada por misteriosas fuerzas malvadas.
- Miyuki-chan in Wonderland es un anime adaptado del manga de las artistas Clamp. Se trata de una parodia animada y con matices eróticos de Alicia.
- Code Geass:Nunnally in Wonderland: en este episodio OVA, para complacer a nunnally, lelouch usa el geass para transportance a un mundo alterno, donde el resto del elenco interpretan a todos los personajes de Lewis Carroll, basado en Alicia en el país de las maravillas

## Televisión
- En la serie española "El Internado" hay un capítulo titulado "Paula en el País de las Maravillas". En dicho capítulo, los alumnos pequeños del internado representaban distintas escenas de la versión de Disney de la novela.
- En la serie de The Simpsons, Moe al hablar con Maggie hace referencia a Alicia en el País de las Maravillas, nombrando otra versión, que fue la que él leyó antes de la original: Alicia en el País de las Pornopesadillas, que, según él, esa es la versión original.
- Los creadores de la serie Once Upon a Time decidieron hacer un spin off derivado de la serie madre, llamado Once upon a time in Wonderland.

## Cine
- Alicia en el país de las maravillas (Alice in Wonderland) es una película de fantasía de 2010 producida por Walt Disney Pictures inspirada en los libros de Lewis Carroll Las aventuras de Alicia en el País de las Maravillas y A través del espejo y lo que Alicia encontró allí. La película sirve como una historia secuela de ambos libros, con una Alicia adulta regresando al mundo
- Alicia a través del espejo (Alice Through the Looking Glass), película de 2016 que sirve como secuela de la película Alicia en el País de las Maravillas de 2010.

## Música clásica y ópera
Alicia no tiene mucha música de ópera, pero,cuando va conociendo a varios personajes, suena un sonoro violín.

## Música popular
- La banda de j-rock Alice Nine lanzó un EP titulado Alice in Wonderland (2005).
- Las canciones hechas con Vocaloid tituladas Alice Human Sacrifice, Alice in Dreamland y Fushigi no Kuni no Alice Horror Meruhen se basa en una historia deformada y macabra de Alicia en el País de las Maravillas. Existen otras canciones de Vocaloid sobre Alicia como Alice ni Sayonara (que trata de una chica que no quiere crecer) y Alice in Musicland (que es una obra musical sobre Alicia en el País de las Maravillas) no son tan conocidas aun teniendo una gran calidad.
- En su primer álbum como solista Enrique Bunbury (Radical Sonora) se incluye una canción llamada Alicia(expulsada al país de las maravillas)
- El álbum The mad hatter de Chick Corea (1978) es una obra conceptual basada en Alice in Wonderland
- En el año 2007 el grupo japonés llamado Buck-Tick lanzó su MV llamado Alice in Wonder Underground
- El grupo japonés llamado Sakura Gakuin en el año 2013 lanzó su disco Sakura Gakuin 2012 Nendo: My Generation donde se encontraba una canción llamada SleepWonder, la cual está completamente basada en Alicia en el País de las maravillas, esta misma canción sería regrabada y reeditada para el año 2017 en su disco Sakura Gakuin 2017 Nendo ~My Road

## Videojuegos
- En el videojuego The Legend of Zelda: Majora's Mask, el protagonista cae a un hoyo donde hace referencia a Alicia.
- American McGee's Alice es un macabro juego para PC basado en el universo de Alicia estrenado en el 2000. Cronológicamente, la historia se situaría después de los dos libros.
- Heart no Kuni no Alice (Alicia en el país de los corazones) y sus secuelas Clover no Kuni no Alice(Alicia en el país del trébol)Joker no Kuni no Alice (Alicia en el país del Joker) y próximamente Omochabako no Kuni no Alice (Alicia en el país de la caja de juguetes) son juegos otome basados en los libros de "Alicia". En estos juegos, el Sombrerero Loco, el Conejo Blanco y los demás personajes son transformados en humanos, los cuales se enamorarán de Alicia.
- El videojuego Alice is Dead de Mike Morin se basa en Alicia para contar una historia más adulta y retorcida.
- En el videojuego de Kingdom Hearts hay un mundo llamado País de las Maravillas. En el primer juego, Sora, el protagonista, tiene que ayudar a Alicia a escapar de la Reina de Corazones. El mundo vuelve a aparecer en los títulos Kingdom Hearts: Chain of Memories, Kingdom Hearts 358/2 Days, y Kingdom Hearts coded.
- Alice: Maddness Returns, continuación de American McGee's Alice, lanzado en el 2011.